# Ga Balsan
Ga Balsan (Tiếng Hàn: 발산역, Hanja: 鉢山驛) là ga tàu điện ngầm trên Tàu điện ngầm vùng thủ đô Seoul tuyến số 5 nằm ở biên giới Magok-dong và Naebalsan-dong, Gangseo-gu, Seoul. Ga Balsan nằm ngay phía đông của Sân bay Quốc tế Gimpo, sông Hán cách đó 15 phút đi bộ về phía Bắc.

## Lịch sử
- 30 tháng 3 năm 1996: Hoạt động kinh doanh bắt đầu với việc khai trương đoạn Ga Banghwa ~ Ga Kkachisan (trừ Ga Magok) của Tàu điện ngầm Seoul tuyến 5.

## Bố trí ga
| Magok ↑    |
| \| W/B     |
| ↓ Ujangsan |

| Hướng Tây  | ●Tuyến 5 | ← Hướng đi Songjeong · Sân bay Quốc tế Gimpo · Gaehwasan · Banghwa |
| Hướng Đông | ●Tuyến 5 | → Hướng đi Hwagok · Kkachisan · Hanam Geomdansan · Macheon →       |

## Xung quanh nhà ga
| Lối ra \| 나가는 곳 \| Exit \| 出口 | Lối ra \| 나가는 곳 \| Exit \| 出口 |
| ----------------------------------- | --- |
| 1                                   | Ngã tư ga Balsan Công viên khoa học LG Gonghang-daero |
| 2                                   | Lối đi ngầm phố ga Balsan Nhà hiến máu Trung tâm Ga Balsan                                                                                                   |
| 3                                   | Cao đẳng nghề Seoul Bưu điện Gangseo Seoul Deungchon Jugong APT Cửa hàng bách hóa NC Chi nhánh Gangseo Tổng công ty bảo hiểm y tế quốc gia Chi nhánh Gangseo |
| 4                                   | Gonghang-daero Bệnh viện Gangseo Songdo |
| 5                                   | KBS Sport World Trung tâm tư vấn và phúc lợi thanh thiếu niên Gangseo                                                                                        |
| 6                                   | Ujangsan Hillstate APT |
| 7                                   | Trung tâm cộng đồng Balsan 1-dong Trường trung học Myeongdeok Trường trung học cơ sở và trung học nữ sinh Myeongdeok Trường trung học ngoại ngữ Myeongdeok   |
| 8                                   | Balsan 1-dong Gonghang-daero Quỹ bảo lãnh tín dụng Seoul Chi nhánh Gangseo Bệnh viện Đại học Nữ sinh Ewha Seoul                                              |
| 9                                   | Hướng Ga Magok Ngân hàng Công nghiệp Hàn Quốc Chi nhánh Magok Balsan                                                                                         |